# Calopteromantis otongica
Calopteromantis otongica är en bönsyrseart som beskrevs av Atilio Lombardo och Ayala 1999. Calopteromantis otongica ingår i släktet Calopteromantis och familjen Thespidae. Inga underarter finns listade i Catalogue of Life.